# FC Bayern München 2013/2014
FC Bayern München deltar säsongen 2013/2014 i en rad turneringar, huvudsakligen Bundesliga, UEFA Champions League, DFB-Pokal, men även supercuper som den tyska supercupen, Europeiska supercupen och dessutom Världsmästerskapet för klubblag. Tränare är Pep Guardiola, som tog över efter den pensionerade Jupp Heynckes inför säsongen.
Spelare som kom in i laget var Mario Götze från Borussia Dortmund för 37 miljoner euro, Jan Kirchhoff den 1 juli och senare samma månad köptes Thiago in från Barcelona.
Spelare som lämnade klubben i försäljningsväg var Mario Gómez till Fiorentina, Emre Can till Bayer Leverkusen och Luiz Gustavo till Wolfsburg. Anatoliy Tymoschuk släpptes gratis till Zenit Sankt Petersburg.

## Spelartrupp

### Målvakter
- Manuel Neuer
- Tom Starke

### Backar
- David Alaba
- Holger Badstuber
- Jérôme Boateng
- Diego Contento
- Dante
- Jan Kirchhoff
- Philipp Lahm
- Rafinha
- Daniel van Buyten

### Mittfältare
- Toni Kroos
- Javi Martínez
- Franck Ribéry
- Arjen Robben
- Bastian Schweinsteiger
- Xherdan Shaqiri
- Thiago

### Anfallare
- Mario Götze
- Mario Mandžukić
- Thomas Müller
- Claudio Pizarro

## Bundesliga

### Matcher
| 1 9 augusti 2013 | Bayern München                            | 3–1 | Borussia Mönchengladbach |  |  |  |
|                  | Robben 12′ Mandžukić 16′ Alaba 69′ (str.) |     | Dante 40′                |  |  |  |
|                  |                                           |     |                          |  |  |  |

| 2 17 augusti 2013 | Eintracht Frankfurt | 0–1 | Bayern München |  |  |  |
|                   |                     |     | Mandžukić 13′  |  |  |  |
|                   |                     |     |                |  |  |  |

| 3 24 augusti 2013 | Bayern München        | 2–0 | Nürnberg |  |  |  |
|                   | Ribéry 70′ Robben 77′ |     |          |  |  |  |
|                   |                       |     |          |  |  |  |

| 4 27 augusti 2013 | Freiburg | – | Bayern München |  |  |  |
|                   |          |   |                |  |  |  |
|                   |          |   |                |  |  |  |